# Neil Gorsuch
Neil McGill Gorsuch (sinh 29 tháng 8 năm 1967) là một thẩm phán người Mỹ được chỉ định làm thẩm phán Tối cao Pháp viện Hoa Kỳ. Vào 31 tháng 1 năm 2017, Tổng thống Donald Trump đề cử Gorsuch để kế nhiệm Thẩm phán Antonin Scalia đã qua đời 11 tháng trước đó. Đề cử này được Thượng viện phê chuẩn vào ngày 7 tháng 4. Gorsuch chủ trương chủ nghĩa điều văn trong giải thích pháp quy, chủ nghĩa nguyên bản trong giải thích Hiến pháp Hoa Kỳ, và ủng hộ triết học luật tự nhiên.